# Antiplanes habei
Antiplanes habei é uma espécie de gastrópode do gênero Antiplanes, pertencente a família Pseudomelatomidae.